# Pulian
Pulian (kinesiska: 蒲莲) är en köping i sydvästra Kina. Den ligger i häradet Wuxi i storstadsområdet Chongqing,  omkring 350 kilometer nordost om det centrala stadsdistriktet Yuzhong. Antalet invånare är 9 443. Befolkningen består av 4 782 kvinnor och 4 661 män. Barn under 15 år utgör 24,0 %, vuxna 15-64 år 62 %, och äldre över 65 år 12,0 %.